# Shīrz̄eyl
Shīrz̄eyl (persiska: شیرذیل) är en ort i Iran.   Den ligger i provinsen Gilan, i den nordvästra delen av landet, 260 km nordväst om huvudstaden Teheran. Shīrz̄eyl ligger 95 meter över havet och antalet invånare är 446.
Terrängen runt Shīrz̄eyl är kuperad åt sydväst, men åt nordost är den platt.Runt Shīrz̄eyl är det ganska tätbefolkat, med 124 invånare per kvadratkilometer. Närmaste större samhälle är Fūman, 6,6 km öster om Shīrz̄eyl. I omgivningarna runt Shīrz̄eyl växer i huvudsak blandskog.